# 曹成公
曹成公（？—前555年），即姬負芻，為春秋諸侯國曹國君主之一，他為曹宣公兒子，曹宣公死后，他杀死自己的兄长，承襲曹宣公擔任曹國君主，在位23年。